# Liste der Kulturdenkmale in Rackwitz

Wappen von Rackwitz

In der Liste der Kulturdenkmale in Rackwitz sind die Kulturdenkmale der sächsischen Gemeinde Rackwitz verzeichnet, die bis Juli 2020 vom Landesamt für Denkmalpflege Sachsen erfasst wurden (ohne archäologische Kulturdenkmale). Die Anmerkungen sind zu beachten.
Diese Aufzählung ist eine Teilmenge der Liste der Kulturdenkmale im Landkreis Nordsachsen.

## Rackwitz
| Bild                                    | Bezeichnung | Lage                              | Datierung                                                                            | Beschreibung | ID       |
| --------------------------------------- | --- | --------------------------------- | ------------------------------------------------------------------------------------ | --- | -------- |
| Weitere Bilder                          | Wohnhaus eines ehemaligen Bauernhofes (heute Rathaus) | Hauptstraße 11 (Karte)            | Bezeichnet mit 1902                                                                  | In markanter Lage gelegen, ortsbildprägendes Gebäude mit qualitätvoller Gestaltung und von ortshistorischer Bedeutung. Zweigeschossiger Putzbau mit Walmdach, Mittelrisalit und Zwerchhaus, zwei seitliche geschosshohe Türme mit Glockendach, Putzdekoration vorhanden, Eingangsportal mit geschwungenen zweiläufiger Freitreppe aus Granitsteinen und mit Sandsteinabdeckungen, Treppenhaus und Türen weitestgehend im Originalzustand, alle Fenster unpassend verändert. Ausstattung: im Erdgeschoss im seitlichen Vorraum originaler Ofen im Jugendstil mit Bildkacheln (Architekturdarstellung). Ehemaliger Gutsbesitzer Otto Voigt, Zustand allgemein neu saniert. | 08972825 |
| Weitere Bilder                          | Mühle mit Mühlentechnik und Scheune eines Mühlenanwesens (Getreidemühle Rackwitz)                                                                                    | Hauptstraße 32 (Karte)            | Ende 19. Jahrhundert; bezeichnet mit 1928                                            | Von technikgeschichtlicher Bedeutung als gut erhaltenes Beispiel industrialisierter Mühlentechnik mit fast kompletter Ausstattung. Elektrische Getreidemühle mit nahezu ungestörter originaler Technik wahrscheinlich aus den 1920er Jahren, hoher Klinkerbau mit einfacher Gliederung und eingefügten Jugendstildekorationen (Spolien vom Haus, Leipziger Straße 19b in Rackwitz). | 08972826 |
| Direkt Bild zu diesem Denkmal hochladen | Ehemaliges Kirchgemeindehaus | Kletzener Straße 5 (Karte)        | 1957, im Kern älter                                                                  | Seit 1957 als katholisches Gemeindehaus und Kapelle genutzt, aufgrund des architektonischen Anspruchs sozialgeschichtlich und ortshistorisch von Bedeutung. Zweigeschossiger Bruchsteinbau mit flachem Satteldach, Ecklisenen, Traufe und Gewände in Klinkerziegeln, im Erdgeschoss schmale hochrechteckige Fenster, in der Mitte zur Fünfergruppe zusammengefasst, originale Buntglasscheiben, im Obergeschoss querrechteckige liegende Fenster, im Inneren großer Saal, südlich kleiner Anbau später. | 08972831 |
| Weitere Bilder                          | Preußischer Meilenstein | Leipziger Straße 22 (vor) (Karte) | Nach 1818                                                                            | Preußischer Ganzmeilenobelisk, in markanter Lage, imposante obeliskförmige Meilensäule, von verkehrsgeschichtlicher Bedeutung. Meilensäule aus Sandstein, glatte Oberfläche, Aussparungen für ovale Medaillons auf Vorder- und Rückseite, Medaillons fehlen, rechteckförmiger Grundriss, konisch sich verjüngend mit pyramidalem Abschluss, stark verwitterter Zustand. | 08972827 |
| Direkt Bild zu diesem Denkmal hochladen | Wohnhaus und Toranlage (mit Pforte) eines Bauernhofes | Leipziger Straße 31 (Karte)       | 1. Hälfte 19. Jahrhundert                                                            | Alte Ortslage Güntheritz, in ursprünglicher und charakteristischer Erscheinung ortsbildprägender Bau in markanter Platzlage und weitgehend originaler Bausubstanz, Beispiel einstiger bäuerlicher Lebensweise, sozialgeschichtlich von Bedeutung. Eingeschossiger verputzter Lehmbau mit Krüppelwalmdach (einfache Biberschwanzdeckung), originale Tür (2. Hälfte 19. Jahrhundert). Ausstattung: Küche mit Bogentür. Zustand: neuer Farbanstrich, Rollläden neu. Hoftor mit gerader Überdachung in Lehmbauweise zeitgleich mit Haus. | 08972828 |
| Direkt Bild zu diesem Denkmal hochladen | Scheune eines Bauernhofes | Straße der Jugend 1 (Karte)       | 1897, nach Auskunft                                                                  | Großer Lehmwellerbau in ortsbildprägender Lage, Teil alten Dorfkerns von Güntheritz, bau- und heimatgeschichtliche Bedeutung. Lehmscheune mit Satteldach in Lehmwellerbauweise, große Toröffnungen hofseitig, seitlicher Giebel in Ziegelmauerwerk. Die Scheune ist Teil der Ortskernbebauung des ehemaligen Rittergutsdorfes Güntheritz (seit 1938 nach Rackwitz eingemeindet) und steht in ortsbildprägender Lage an der Einmündung der Straße der Jugend in die Leipziger Straße. Sie gehört zu einem großen Bauernhof und bildet dessen Nordwestseite, der übrige Gebäudebestand des Hofes ist ohne Denkmalwert. Bei der Scheune handelt es sich um einen langgestreckten Bau (ca. 40 m lang) in Lehmwellermassivbauweise, wie die freiliegenden Längsseiten eindrucksvoll zeigen. Der Sockel besteht aus Bruchsteinmauerwerk, abgeschlossen mit einer Ziegelrollschicht. Durch den hohen, massiven Sockelbereich ist für einen ausreichenden Schutz der Lehmwände vor Feuchtigkeit gesorgt. Ein hohes Satteldach bedeckt das Gebäude. Die Spitzgiebel sind in Ziegelmauerwerk ausgeführt und verputzt. Die Straßenfront ist vollständig geschlossen, auf der Hofseite öffnen sich zwei große Tore. Über den Toren besteht die Wand aus Fachwerk. Der Garagenanbau an der Ostseite ist dem Anschein nach um einiges jünger. Die Scheune war nicht nur Getreidespeicher, sondern diente auch der Einlagerung anderer Feldfrüchte (Kartoffelkeller). Nach Auskunft der Hofbesitzer entstand das Gebäude 1897. Die Scheune ist ein bedeutsames Zeugnis für die dörfliche Lebens- und Bauweise vergangener Zeiten in der Region, sie verweist darauf, dass das an natürlichen Steinvorkommen arme nordwestsächsische Gebiet früher vorwiegend eine Lehmbauregion war. Unter diesen Aspekten erlangt das Objekt heimat- bzw. regionalgeschichtliche und bauhistorische Bedeutung. Hinzu kommt seine ortsbildprägende Lage, wodurch es eine besondere öffentliche Wirkung entfaltet und sein Anschauungswert, speziell hinsichtlich seiner kulturlandschaftlich prägenden Bauweise, gesteigert wird. | 08972504 |
| Weitere Bilder                          | Herrenhaus (Nr. 10) des Rittergutes Güntheritz, später Schule, sowie Ausstattung des Schulfoyers und Relief an der neuen Schule (Nr. 8) und Gutspark (Gartendenkmal) | Straße der Jugend 8, 10 (Karte)   | Im Kern 1770 (Herrenhaus); 1898 (Herrenhaus); Umbau um 1965 (Ausstattung der Schule) | Alte Ortslage Güntheritz, Herrenhaus mit historisierender Putzfassade und Fachwerkelementen, im Kern barockes Gebäude, qualitätvolles und eindrucksvolles Bauwerk von baugeschichtlicher, ortshistorischer und ortsbildkonstituierender Bedeutung, in der ehemaligen Oberschule bauhistorisch interessante Ausstattung der 1960er Jahre. - Gymnasium/Herrenhaus: zweigeschossiger Putzbau auf quadratischem Grundriss mit Seitenrisaliten, Mansardwalmdach mit Gauben und Giebel mit Zierfachwerk, Mittelrisalit mit Fachwerkgiebel, Segmentbogenfenster, ornamentierte Brüstungsfelder, originales Portal in Historismusformen und Tür mit schmiedeeisernen Gittern - Innenausstattung: teilweise original, Holztäfelung, Treppenanlage mit Bleiglasfenstern und originalen Türen - Scheune: als Schule um 1965 umgebaut mit Foyeranbau, aus dieser Zeit originale schöne Innengestaltung im Foyer mit Waschbecken, Brunnen und Säulen in zeittypischer Mosaikgestaltung aus glasierten Keramikriemchen - Relief an der Westseite neben dem Eingang zum Gymnasium in Betongusstechnik von etwa 1970: Figurengruppe mit sitzendem Jungen, der eine Stele mit Hammer und Meißel bearbeitet, vor stehendem, lesendem Jungen, glatter Hintergrund, hochrechteckig abgetreppte Form - Gutspark | 08972830 |

## Biesen
| Bild                                    | Bezeichnung                           | Lage                           | Datierung              | Beschreibung | ID       |
| --------------------------------------- | ------------------------------------- | ------------------------------ | ---------------------- | --- | -------- |
|                                         | Herrenhaus des Rittergutes            | Eilenburger Chaussee 8 (Karte) | Anfang 20. Jahrhundert | Kompakter und markanter Baukörper im Dorf, Reformstil-Architektur, von ortshistorischer und baugeschichtlicher Bedeutung. Zweigeschossiger Ziegelbau auf Polygonalmauerwerksockel aus Porphyrgranit, verputzt, mit hohem und bis ins zweite Obergeschoss geführtem, ausgebautem Mansardwalmdach, mit langgezogener Fledermausgaupe, breitem Dreiecksgiebel mit Thermenfenster und kräftiger Standerker mit abgewalmtem Dachgeschoss, im Obergeschoss hohe Rechteckfenster, Eingangsseite mit ionischen Pilastern, gekehltem und profiliertem Gesims und darüberliegender Attika in Putz vorgeblendet, Eingang zurückgesetzt, von Lisenen und Konsolgesims flankiert, seitliche Anbauten in Form eines Ehrenhofes eingeschossig, vorgeblendete toskanische Halbsäulen tragen das gekehlte, profilierte Gesims, dazwischen je zwei Fenster, allgemein sanierter Zustand, Fenster und Tür neu, heute genutzt als Kinderheim und Volkssolidarität. | 09256881 |
| Direkt Bild zu diesem Denkmal hochladen | Ehemaliges Herrenhaus des Rittergutes | Mittelstraße 12 (Karte)        | Anfang 19. Jahrhundert | Putzbau mit Krüppelwalmdach, von baugeschichtlicher und ortshistorischer Bedeutung. Zweigeschossig, Erdgeschoss massiv (vermutlich Lehm), Obergeschoss Fachwerk, teilweise später mit Ziegeln vorgeblendet, Krüppelwalmdach mit Fledermausgauben, Mittelrisalit mit Bekrönungen (Giebelspitze mit halbrundem Aufsatz, Giebelecken mit Kugeln, Ende 19. Jahrhundert), Portal original Ende 19. Jahrhundert, eine Hälfte saniert, die andere noch mit originalen Fenstern und Gauben, Putzbandgliederung und oktogonalem Anbau. | 09255842 |

## Brodenaundorf
| Bild                                    | Bezeichnung                                                                         | Lage               | Datierung                                                                   | Beschreibung | ID       |
| --------------------------------------- | ----------------------------------------------------------------------------------- | ------------------ | --------------------------------------------------------------------------- | --- | -------- |
|                                         | Wohnhaus, Torhaus, Seitengebäude, Einfriedungsmauer und Toranlage eines Bauernhofes | Am Anger 4 (Karte) | 2. Hälfte 19. Jahrhundert (Bauernhaus); bezeichnet mit 1888 (Seitengebäude) | Bemerkenswertes, qualitätvolles Beispiel eines großen Bauernhofes, aufgrund seiner singulären und ortsbildprägenden Wirkung erhaltenswert, baugeschichtlich von Bedeutung. - Bauernhaus: zwei Geschosse, Satteldach (Kronendeckung), Klinker, verputzt, mit teilweise noch originaler Putzgliederung - Stall: polygonaler Bruchsteinsockel (Ecken in Sandstein), zwei Geschosse, roter Klinker mit gelber Klinkergliederung in Form von Lisenen, Gurtbändern (Deutsches Band), Zahnschnittfriesen, Ecklisenen mit Bekrönung, Treppenfries, Giebelkrönung und Segmentbogenfenster, innen gusseiserne Säulen und dreischiffiges Tonnengewölbe - Torhaus: gleiche Architektur, ein Geschoss mit Drempel, Satteldach (Biberschwanzdeckung) - Torsäulen: Ziegel (teilweise noch mit erhaltener Putzgliederung), Sandsteinbasen und Sandsteinkapitelle, Hoftordurchgang mit Kronendeckung - Einfriedung: roter Klinker | 08972834 |
| Direkt Bild zu diesem Denkmal hochladen | Häuslerhaus                                                                         | Am Anger 5 (Karte) | Ende 19. Jahrhundert                                                        | Eingeschossiges Gebäude mit gründerzeitlichem Klinkergiebel zum Dorfanger, sozialgeschichtlich von Bedeutung. - Landarbeiterhaus: ein Geschoss, hohes Satteldach (Biberschwanzdeckung), Klinker rot, gelbe Klinkergliederung, Segmentbogenfenster, Gebäude hat noch geblattete Fußpunkte - Stallanbau: gelber Klinker mit Fachwerk, Satteldach (Biberschwanzdeckung), Rückseite Lehm, ruinös | 09305326 |

## Kreuma
| Bild                                    | Bezeichnung | Lage                                | Datierung                                                                                             | Beschreibung | ID       |
| --------------------------------------- | --- | ----------------------------------- | --- | --- | -------- |
| Direkt Bild zu diesem Denkmal hochladen | Wohnhaus, Seitengebäude, Scheune, Toranlage und Einfriedung eines Bauernhofes                                      | Kreumaer Dorfstraße 24, 26 (Karte)  | Um 1800 (Bauernhaus); bezeichnet mit 1869 (Seitengebäude)                                             | Schönes Beispiel einstiger großbäuerlicher Lebensweise, das Hauptgebäude mit einer auffallenden qualitätvollen Klinkergliederung, von baugeschichtlicher und straßenbildprägender Bedeutung. - Bauernhaus: zweigeschossig, verputzt, Krüppelwalmdach (Krempziegel), Erdgeschoss aus Lehm, Obergeschoss vermutlich Fachwerk, Fenster und Tür neu, unsanierter Zustand - Scheune und Stall: aus rotem Klinker, reiche Gliederung mit Lisenen, Zahnschnittfriesen und Rundbogenfenstern, teilweise doppelt überspannt, Scheune mit Zwerchhäusern und Speicherluken im Satteldach, Stall mit Konsoltraufgesims und Treppengiebelfries mit Bekrönung auf Giebelspitze, vereinzelt spätere Tür- und Fenstereinbrüche, straßenseitiger Hofeingang besitzt originale Holztür mit eisernen Beschlägen, Einfriedungsmauer aus roten Klinkern auf Bruchsteinsockel, gelbe Klinker für Gestaltung mit geometrischen Motiven, Hof nicht genau einsehbar, Zustand allgemein sanierungsbedürftig      | 08972784 |
| Weitere Bilder                          | Kirchturm (Saal abgerissen), Kriegerdenkmal für die Gefallenen des Ersten Weltkrieges und Grabmal auf dem Kirchhof | Kreumaer Dorfstraße 31 (Karte)      | Anfang 13. Jahrhundert und später (Kirche); bezeichnet mit 1735 (Grabmal); nach 1918 (Kriegerdenkmal) | Künstlerisch anspruchsvolle barocke Grabmalgestaltung, von ortshistorischer Bedeutung. - Kirchturm: als Rest der ehemaligen romanischen Saalkirche in Bruchsteinmauerwerk, originale historistische Türen erhalten - Kriegerdenkmal im Friedhof zur Straßenseite, auf quadratischem Grundriss sich konisch verjüngender Porphyrtuffpfeiler mit starker horizontaler Nutung, allseitig vorgestellte Platten mit Inschrift und bekrönt von plastisch gestaltetem Adler aus Granit, Inschriften schwer lesbar - Grabmal des Pfarrers Johann Heinrich Sch... (?), gestorben 1735, an der Südwand mit figürlicher Gestaltung, im Sockelbereich Kartusche, im Mittelteil von Pilastern umrahmtes hängendes Tuch mit Inschrift (schwer lesbar), die von den Figuren Moses und Johannes der Täufer (?) flankiert werden (Köpfe abgeschlagen), im Giebel von Voluten, Pflanzen und Figur eingefasste reliefierte Darstellung des Himmlischen Jerusalems, Zustand verwittert und leicht zerstört | 08972785 |
| Direkt Bild zu diesem Denkmal hochladen | Wegestein | Kreumaer Mühlenweg 11 (bei) (Karte) | 19. Jahrhundert                                                                                       | Sandsteinstele mit Inschrift, verkehrsgeschichtlich von Bedeutung. Wegestein aus Sandstein, ca. 80 cm hoch, flachpyramidaler Abschluss, als Ortsangabe nur Kitzen, ehemals weiß bemalter Schriftzug (schwer lesbar). | 08972783 |

## Lemsel
| Bild           | Bezeichnung | Lage                         | Datierung | Beschreibung | ID       |
| -------------- | --- | ---------------------------- | --- | --- | -------- |
| Weitere Bilder | Wirtschaftsgebäude (Nr. 1), Eingangsvorbau des Herrenhauses (Nr. 2) und Inschrifttafel (am Haus Nr. 7) des ehemaligen Rittergutes | Im Rittergut 1, 2, 7 (Karte) | Bezeichnet mit 1824 (Herrenhaus); bezeichnet mit 1823 (Inschrifttafel); Ende 19. Jahrhundert und später (Herrenhaus) | Herrenhaus ehemals klassizistischer Putzbau mit Mansarddach, ortsbildprägende Gebäudegruppe, charakteristische Teile der ursprünglichen Hofanlage mit originaler Bausubstanz, von ortshistorischer Bedeutung. - Herrenhaus (2016 abgerissen): zweigeschossiger, neunachsiger Putzbau mit Mansarddach, dreiachsiger Mittelrisalit mit vierstufiger Freitreppe aus Granit und Balkon, einfacher Frontispiz, Gaupen mit originaler Dreieckgiebelbekrönung, Fenster fast vollständig neu, originale Sandsteingewände, Reste einer ehemaligen Putznutung seitlich vom Vorbau, im Obergeschoss originale Holzgewände, schmiedeeiserne Vordachkonstruktion, teilweise originale Innenausstattung (von ca. 1910) vorhanden mit Doppeltüren, Parkett im Treppenhaus, Treppengeländer und Holzverkleidung (teilweise zerstört), Fenster nur wenige original, besonders aber die im Eingangsbereich, originale Deckenbalken mit Kehlung, Gestaltung größtenteils mit Kassettenfeldern und stark profilierten Leistenrahmen, Eingangstür original, Ende 19. Jahrhundert mit Türklinke, originaler Essenaufzug, Rückseite stark verändert - Anbau: zweigeschossig, siebenachsig, verputzt, Satteldach mit Gaupen, die hölzerne Ädikulaverkleidungen erhielten, Sichtgiebel aus Backstein auf Bruchsteinsockel, architektonisch reich gestaltet mit Rundbogenzwillingsfenstern, Konsolgiebelfries, Pilaster und Pfeilergliederung risalitartig, Bekrönung mit originalen verzinnten Kugeln und Spitzen, originales Vorhaus aus Gusseisen auf Sandsteinquader über dreistufiger Freitreppe aus Granit, Tür neu, innen originale Fußbodenfliesen im Kachel-/Karomuster, in der Küche Reste der originalen Jugendstilwandfliesen, originaler Treppenflurschrank erhalten, anschließender Bau (ehemaliger Stall) mit ehemaliger Tordurchfahrt auf Bruchsteinsockel, eingeschossiger Klinkerbau mit Satteldach (Krempziegel), Dreieckfries in Traufe, Pilastergliederung, originale Fenster, Vorbau später, neue Fenster im Giebel - Scheune (nach baulichen Veränderungen 2009 gestrichen): voluminöser, langgestreckter, den Platz und Ort bestimmender Klinkerbau mit Speicherluken, Tordurchfahrten, Rundbogenfenster, Lüftungsokuli, Anbau später, mittige Speicherluke später vergrößert, Tore seitlich neu aus Stahlblech, ehemalige Rundbogenkonstruktion noch erkennbar, Giebelseite wie Anbau und Stall architektonisch gegliedert, mit Speicherluke aus Holz versehen Das Rittergut Lemsel wurde 1466 das erste Mal erwähnt. Besitzer waren bis 1944 die Familie Mederacke. Anschließend nutzte die hiesige Landwirtschaftliche Produktionsgenossenschaft die Hauptgebäude und Scheunen. 1990 ging es in Privatbesitz über. | 08972582 |

## Podelwitz
| Bild                                    | Bezeichnung | Lage                                                              | Datierung | Beschreibung | ID       |
| --------------------------------------- | --- | ----------------------------------------------------------------- | --- | --- | -------- |
| Weitere Bilder                          | Kirche (mit Ausstattung), Kirchhof mit Einfriedungsmauer, Kriegerdenkmal für die Gefallenen des Ersten Weltkrieges, Erbbegräbnis Familie Voigt und Grabplatte in südlicher Choraußenwand und zwei weitere Grabmale                    | Buchenwalder Straße (Karte)                                       | Im Kern wohl 13. Jahrhundert (Kirche); 15. Jahrhundert und später (Kirche); bezeichnet mit 1839 (Grabplatte am Chor); bezeichnet mit 1882 (Erbbegräbnis Voigt); nach 1918 (Kriegerdenkmal) | Von ortshistorischer Bedeutung, ortsbildkonstituierend und mit künstlerisch qualitätvoller Grabanlage. - Kirche: romanischer Saalbau mit Satteldach, Westturm mit hohem Spitzdach, Kirche mit Mitteln der Denkmalstiftung 1998 saniert - Kriegerdenkmal: rechteckige Sandsteinstele auf abgestuftem Unterbau, Abschluss mit scharierter Abdeckplatte (Eisernes Kreuz fehlt), mittig Reliefmedaillon mit Soldatenhelm vor Eichenlaub, Inschrift „Dem ehrenvollen Gedächtnis der im 1. Weltkrieg gefallenen Helden aus den Gemeinden Guntheritz, Hohenossig, Podelwitz, Rackwitz und Zschölkau“ - Friedhofsmauer mit Erbbegräbnis der Familie Voigts aus Rackwitz in Formen der Neorenaissance, ältestes Todesdatum 1882, aus Sandstein, leicht verwittert, architektonische Gestaltung mit mittig überstehender Ädikula und reichem plastischem Schmuck mit profilierten Gesimsen, Halbsäulen, Rollwerkkartuschen, Eichenlaub, Todesmotiven wie Fackel und Kreuz, Kranz und Feder, Bekrönung mit Vasen und Akroterien - einfache Grabplatte des ehemaligen Gutsbesitzers in Podelwitz Ernst Gölsner, gestorben 1839, an der südlichen Choraußenwand der Kirche, Sandstein mit Eichenlaubschmuck und Kreuz | 09256879 |
|                                         | Pfarrhaus und Scheune eines Pfarrhofes | Buchenwalder Straße 3 (Karte)                                     | 1709; 1838 | Pfarrhaus Obergeschoss Fachwerk verbrettert, Lehmscheune, von ortsgeschichtlicher Bedeutung und weitgehend originaler Bausubstanz. - Pfarrhaus: zweigeschossig, L-förmiger Grundriss, fünf asymmetrische Achsen, Mansarddach mit Fledermausgauben, Obergeschoss in Fachwerk (heute verbrettert), Wasserbrett zwischen den Geschossen, Fenster im Obergeschoss zum Teil alt, profiliertes Türgewände, Keller des Vorgängerbaues, Erdgeschoss stark erneuert - Lehmscheune: eingeschossig, Satteldach, Lehmmauerwerk, Giebel in Ziegel, Speicherluke mit Fledermausverdachung, Holztor und -tür mit Gewänden, originaler Zustand | 09256878 |
| Direkt Bild zu diesem Denkmal hochladen | Ehemalige Kirchschule, heute Wohnhaus, mit Schuppen und Einfriedungsmauer | Buchenwalder Straße 5 (Karte)                                     | 1792 im Kern; 1811 | In unmittelbarer Nähe zur Kirche in ortsbildprägender Lage, von baugeschichtlicher Bedeutung, zugleich sozialgeschichtlich interessant. - Wohnhaus: eingeschossiger Massivlehmbau, Krüppelwalmdach, im Giebel zum Teil alte Fenster - Schuppen: eingeschossig, Satteldach, Lehmmauerwerk, originale Reste der Pflasterung (Heiste) vorhanden | 09256880 |
| Weitere Bilder                          | Wohnhaus (Wiederitzscher Straße 19 und Hintere Dorfstraße 4), Auszugshaus (Wiederitzscher Straße 19a), Wirtschaftsgebäude, Scheune und weiteres Seitengebäude (Wiederitzscher Straße 19b) des Ratsgutes (Stiftsgut der Stadt Leipzig) | Hintere Dorfstraße 4 (Wiederitzscher Straße 19, 19a, 19b) (Karte) | Um 1810 (Gutsverwalterhaus); Ende 19. Jahrhundert (Gutsscheune) | Überwiegend Ziegelbauten, eines der Ratsgüter der Stadt Leipzig, ortsbildprägend und von bauhistorischer und ortsgeschichtlicher Bedeutung. - Wohnhaus: zwei Geschosse, sieben Achsen, Ziegelbau verputzt, Mansarddach mit flachem Schopf, Mittelrisalit mit Dreiecksgiebel und Holztraufe, großes Vorhaus, qualitätvolles Treppenhaus, im Kern vermutlich älter, originales Portal mit flachem Segmentbogen aus Sandstein, Tür original mit Klinke, originale Innenausstattung (Treppe, Türrahmen und Holzverkleidung), Fußbodenfliesen in den Räumen und im Vorhaus, originale Oberlichtbleiglasfenster im westlichen Seiteneingang, Fenster teilweise original, teilweise neu - Kutscherhaus und Stallungen: Klinker, Satteldach, Ziegelziertraufsims - Inspektorenhaus: zweigeschossig, Klinkerzierfries - Maschinenhaus: aufwändige antikisierende Klinkergliederung | 09256894 |
|                                         | Sächsisch-Preußischer Grenzstein: Pilar Nr. 42 (linkselbisch) sowie 90 Läufersteine | Straße der Jugend (Karte)                                         | Nach 1828 | Siehe auch Sachgesamtheit 09305644; vermessungsgeschichtlich und landesgeschichtlich von Bedeutung als Zeitdokument der historischen Grenzziehung zwischen Sachsen und Preußen nach dem Wiener Kongress 1815, Pilar und einige Läufersteine vom ursprünglichen Standort an die Straße der Jugend versetzt. Fragment (Stumpf) einer schlanken Stele aus Rochlitzer Porphyrtuff, der Grenzstein ist abgebrochen, Inschriften (Nummer, Landeskürzel) sind nicht mehr vorhanden, 90 zugehörige Läufersteine in unregelmäßigen Abständen auf der Grenzlinie. | 09257247 |
| Weitere Bilder                          | Sächsisch-Preußischer Grenzstein: Pilar Nr. 43 (linkselbisch) sowie 48 Läufersteine | Straße der Jugend (Karte)                                         | Nach 1828 | Siehe auch Sachgesamtheit 09305644; vermessungsgeschichtlich und landesgeschichtlich von Bedeutung als Zeitdokument der historischen Grenzziehung zwischen Sachsen und Preußen nach dem Wiener Kongress 1815, Pilar und einige Läufersteine vom ursprünglichen Standort an die Straße der Jugend versetzt. Ca. 1,50 m hohe, schlanke Stele aus Rochlitzer Porphyrtuff mit eingemeißelter Nummer 43 direkt auf der Grenzlinie, zugehörig 48 Läufersteine in unregelmäßigen Abständen auf der Grenzlinie. Der Stein ist an den Kanten stark abgewittert, die Zahl scheint nachträglich wieder hervorgehoben worden zu sein (sie entspricht nicht dem Duktus der sonstigen Pilare), Länderkürzel K.S. oder K.P. sind nicht erhalten. | 08973312 |
| Weitere Bilder                          | Gasthof mit Saalbau und Gästegarten | Wiederitzscher Straße 10 (Karte)                                  | Anfang 19. Jahrhundert (Gasthof); um 1900 (Saal) | In städtebaulich wichtiger Lage, ortsgeschichtlich von Bedeutung. Verputztes giebelständiges Wohnhaus mit Satteldach, zwei Geschosse, giebelständig, Satteldach, unter Umständen Fachwerk unter Putz im Obergeschoss, jetzt vorgeblendet, Saal im Innern mit Jugendstildekoration aus Stuck, neu sanierter Zustand. Flurstück 72/1 mit Restaurationsplatz (zur Entstehungszeit Anfang des 20. Jahrhunderts als „Lindenpark“ bezeichnet): Baumreihen (Linden), Hügel. | 09256898 |
| Direkt Bild zu diesem Denkmal hochladen | Wohnhaus und Toranlage eines ehemaligen Dreiseithofes | Wiederitzscher Straße 13 (Karte)                                  | Um 1800 | Wohnhaus mit Krüppelwalmdach, als Beispiel früherer bäuerlicher Bauweise charakteristisch für die Region, baugeschichtlich von Bedeutung. Zwei Geschosse, verputzt, Erdgeschoss Lehm, Obergeschoss Fachwerk, vier Achsen, teilweise originale Fenster (im Erdgeschoss neu). Stall (erbaut um 1890, damit jünger als Wohnhaus) aus Ziegel, zwei Geschosse, Pultdach, Ziertraufgesims, Zierfries zwischen den Geschossen, Einfahrt mit Tor aus Holz und Klinkerpfeilern, vor 2014 abgebrochen. | 09256897 |
| Weitere Bilder                          | Wohnhaus (Wiederitzscher Straße 19 und Hintere Dorfstraße 4), Auszugshaus (Wiederitzscher Straße 19a), Wirtschaftsgebäude, Scheune und weiteres Seitengebäude (Wiederitzscher Straße 19b) des Ratsgutes (Stiftsgut der Stadt Leipzig) | Wiederitzscher Straße 19, 19a, 19b (Hintere Dorfstraße 4) (Karte) | Um 1810 (Gutsverwalterhaus); Ende 19. Jahrhundert (Gutsscheune) | Überwiegend Ziegelbauten, eines der Ratsgüter der Stadt Leipzig, ortsbildprägend und von bauhistorischer und ortsgeschichtlicher Bedeutung. - Wohnhaus: zwei Geschosse, sieben Achsen, Ziegelbau verputzt, Mansarddach mit flachem Schopf, Mittelrisalit mit Dreiecksgiebel und Holztraufe, großes Vorhaus, qualitätvolles Treppenhaus, im Kern vermutlich älter, originales Portal mit flachem Segmentbogen aus Sandstein, Tür original mit Klinke, originale Innenausstattung (Treppe, Türrahmen und Holzverkleidung), Fußbodenfliesen in den Räumen und im Vorhaus, originale Oberlichtbleiglasfenster im westlichen Seiteneingang, Fenster teilweise original, teilweise neu - Kutscherhaus und Stallungen: Klinker, Satteldach, Ziegelziertraufsims - Inspektorenhaus: zweigeschossig, Klinkerzierfries - Maschinenhaus: aufwändige antikisierende Klinkergliederung | 09256894 |
| Direkt Bild zu diesem Denkmal hochladen | Wohnhaus mit Schuppen und Toreinfahrt | Wiederitzscher Straße 64 (Karte)                                  | Um 1900 | Klinkerfassade mit farbiger Klinkergliederung und Ziertraufgesims, ortsbildprägendes Gebäude am Dorfrand, baugeschichtlich von Bedeutung. Gelber Klinkerbau, zwei Geschosse, vier symmetrische Achsen, Krüppelwalmdach mit stehenden Gauben, Klinkerzierfries in rotem Klinker zwischen den Geschossen, Ziertraufgesims, segmentbogige Fensterstürze, neue Fenster. | 09256889 |

## Zschortau
| Bild                                    | Bezeichnung | Lage                                | Datierung | Beschreibung | ID       |
| --------------------------------------- | --- | ----------------------------------- | --- | --- | -------- |
| Weitere Bilder                          | Empfangsgebäude mit angebautem Güterschuppen eines Bahnhofs | Am Bahnhof 8 (Karte)                | Um 1870 | Klinkerbau an der Bahnstrecke Trebnitz–Leipzig (Streckennummer 6411), verkehrsgeschichtliche und ortsgeschichtliche Bedeutung. - Empfangsgebäude: polygonaler Bruchsteinsockel, gelber Klinker mit roter Klinkergliederung in Form von Segmentbögen, Gurtbändern, Hauptbau zweigeschossig mit Drempel (Okuli), seitliche Anbauten eingeschossig, Satteldächer mit weitem Dachüberstand, Eckbetonung teilweise durch Lisenen, hölzerne Schwebegiebel erhalten, teilweise originale Türen und Fenster, Fensterbrüstungen plastisch gestaltet, teilweise originale Innenausstattung (Fußbodenfliesen, Treppengeländer, Schalterhalle), Gebäude unbenutzt - Schrankenwärterhaus (Gemeinde Zschortau, Flurstück 8/2, Flur 2) an der Lindenstraße (vor 2014 abgebrochen): zweigeschossig, Erdgeschoss roter Klinker, Obergeschoss gelber Klinker, Segmentbogenfenster, Satteldach mit hölzernem Schwebegiebel und Treppenfries und Okulus, Gliederung mittels roter Klinkerbänder - Bedürfnisanstalt (vor 2014 abgebrochen): gelber Klinker mit roten Klinkerbändern, flaches Satteldach mit weitem Dachüberstand und vorstehenden Dachsparren, Lisenengliederung | 08972836 |
| Direkt Bild zu diesem Denkmal hochladen | Wohnhaus, Seitengebäude, Scheune, Toranlage und Einfriedungsmauer eines Dreiseithofes | Dorfplatz 5 (Karte)                 | 1731 Dendro | Regionaltypische Lehmbauten, authentisch erhaltenes Zeugnis eines Bauernhofes in zentraler Lage, baugeschichtlich und ortshistorisch bedeutend. - Bauernhaus: zweigeschossiger verputzter Lehmwellerbau, hohes Satteldach, Giebeldreiecke mit dem Dachwerk (liegender Stuhl) als Fachwerk errichtet, Strohlehmschlag auf den Gespärren (ca. 20 cm stark), über dem Lehmschlag nochmals Gespärre für die Dachhaut (handgestrichene Biberschwanzziegel), Lehmunterdach Besonderheit in der Gegend, hier wohl letztes Zeugnis einer vermutlich singulären kleinregionalen Bauweise, alte Fenster, originale Haustür, hölzerner Windfang, Putzgliederung erhalten, Lehmanbau - Seitengebäude: eingeschossig mit Drempel, zugewandter Teil ursprünglich Lehmweller, mehrfach mit Ziegelmauerwerk repariert (gelber Klinker), Satteldach (Biberschwanzdeckung), Segmentbogenfenster, teilweise alte Holzbalkenstürze erhalten - Scheune: Lehmwellerbau, besonderer Wert durch Wandausbildung als gerundete Ecken zur Vermeidung von Rissbildung und die geringe Wandstärke (50 cm anstatt der üblichen 80 cm), Standsicherheit durch innere Vorlagen (60 cm stark) gewährleistet, dadurch Aufwand des Lehmwellerns minimiert, Dachwerk verloren - Einfriedung: rote Klinkerpfeiler, Torbogen, verputzte braune Klinkermauer - Tor: Holztore | 08974332 |
| Direkt Bild zu diesem Denkmal hochladen | Friedhof Zschortau (Sachgesamtheit) | Eilenburger Straße (Karte)          | Anfang 19. Jahrhundert | Sachgesamtheit Friedhof Zschortau mit folgenden Einzeldenkmalen: Friedhofskapelle, zwei Kriegerdenkmale für die Gefallenen des Ersten Weltkrieges, Friedhofstor und Lindenalleen (siehe Einzeldenkmal 08972838) sowie Friedhof als Sachgesamtheitsteil; ortshistorisch wichtige Anlage. Der Friedhof in Zschortau entstand Anfang des 20. Jahrhunderts. Die Begräbnisstätte mit dreieckigem Grundriss besitzt einen Haupterschließungsweg, der vom Friedhofstor an der Eilenburger Straße zur Kapelle führt und von einer Linden-Allee bestanden ist. Vor der Kapelle öffnet sich der Weg zu einem Rondell, auf dem sich ein Kriegerdenkmal für die Gefallenen des Ersten Weltkriegs befindet. Dieses ist von Fichten und Birken umstanden. Ein weiteres Kriegerdenkmal steht nördlich der Kapelle. Vom Rondell führt ein zweiter Hauptweg nach Süden, der ebenfalls mit einer Linden-Allee bepflanzt ist. Die Anlage des Friedhofs Zschortau dokumentiert die Fortführung bzw. Beibehaltung klassischer Grundmotive bei der Einrichtung von Begräbnisplätzen zu Beginn des 20. Jahrhunderts, besonders in der Ausbildung der Hauptachsen mit dem Rondell vor der Kapelle (als Aufstellungsort des Gefallenendenkmals). Der Friedhof besitzt neben seiner ortsgeschichtlichen Bedeutung auch gartenhistorischen Aussagewert. | 09306941 |
| Direkt Bild zu diesem Denkmal hochladen | Friedhofskapelle, zwei Kriegerdenkmale für die Gefallenen des Ersten Weltkrieges, Friedhofstor und Lindenallee eines Friedhofes (Einzeldenkmale zu ID-Nr. 09306941)                                                 | Eilenburger Straße (Karte)          | Nach 1918 (Kriegerdenkmal); um 1920 (Friedhofstor); um 1930 (Friedhofskapelle)                                                                   | Einzeldenkmale der Sachgesamtheit Friedhof Zschortau; ortshistorisch wichtige Anlage. - Friedhofskapelle: kleiner eingeschossiger Bau mit Walmdach, bekrönt von einer Kupferkugel, hölzernes Vordach (Biberschwanzdeckung) auf hölzernen Pfosten, schlichte nüchterne Gestaltung, verputzt, auf Granitsockel, originale Tür - Kriegerdenkmal: konischer Block aus Muschelkalk mit vorgeblendeten Tafeln, die westliche (der Allee zugewandte) trägt eine einfache Verdachung und wird von einer Girlande bekrönt, auf ihr befinden sich zudem zwei gekreuzte Fackeln und Bänder, Inschrift „Ihren im Kriege 1914–1918 gefallenen und gestorbenen Helden. Die dankbare Kirchengemeinde Zschortau“, Inschrift im Sockel nicht lesbar, Modell des Kriegerdenkmals ca. 30 cm hoch, auf dem Boden des Pfarrhauses befindlich - Kriegerdenkmal für die Gefallenen des Ersten Weltkrieges der Gemeinde Werbelin: neue Granitstele mit Inschrift - Torpfeiler und Tore: drei aus grob behauenen Blöcken bestehende Pfeiler über quadratischem Grundriss mit pyramidenförmiger Abdeckung, schmiedeeiserne Tore | 08972838 |
| Weitere Bilder                          | Nikolaikirche (mit Ausstattung), Kirchhof mit Einfriedung, Grufthaus und alten Grabmalen | Lindenstraße (Karte)                | 13. Jahrhundert (Kirchturm); 1517 und später (Chor und Sakristei); 1517 (Altar); 17. Jahrhundert (Kanzel); 18. Jahrhundert und später (Grabmale) | Spätgotische Saalkirche mit polygonalem Chorschluss und Westturm, Kirchhof mit Grabmalen des 17. bis 19. Jahrhunderts, ortshistorisch und baugeschichtlich bedeutende Anlage. - Kirche: Bruchsteinbau mit Backstein verzwickt, zwischen den Strebepfeilern große spitzbogige, zweibahnige Maßwerkfenster, an der Nordseite des Chores zweigeschossige Sakristei, Saal, Turm mit Schieferdach, originales Portal mit schmiedeeisernen Beschlägen, innen eisernes Grabkreuz (sogenanntes Pestalozzikreuz, die Schwester Pestalozzis), ursprünglich auf dem Friedhof, jetzt im Inneren der Kirche (bezeichnet mit 1832), im Inneren des Saales Gedenktafel für die Gefallenen des Ersten Weltkrieges (schwarzer Granit mit Namensinschriften für den Ort Lössen) und Zweiten Weltkrieges (für die Gemeinde Werbelin, in Sandstein), beide Orte sind der Braunkohle zum Opfer gefallen - Einfriedung: Bruchsteinsockel und Klinkermauerwerk rot, die Mauer wurde teilweise an Höhe zurückgenommen (Kunststeinabdeckung), Eingangsbereich des Friedhofs erneuert - Grabanlage 1: Ruhestätte Familie Klöpzig, frühestes Todesdatum 1916, kleine Mauer aus rotem Sandstein mit Grabplatten aus rotem Granit, Anlage wird von schmiedeeisernem Zaun mit Sandsteinpfosten abgegrenzt, das mittlere Grabmal wurde ursprünglich von einem Engel bekrönt - Grabmal 2: Ruhestätte M.T. Dittmann (ehemaliger Pfarrer), frühestes Todesdatum 1869, Sarkophag aus Sandstein, Ziegelsockel, leicht gewölbte Grabplatte mit Inschriften und eisernen Ringen - Grabmal 3: Ruhestätte der Familie Rinke und Knane aus Brodenaundorf, roter Sandsteinpfeiler in neogotischer Gestaltung mit Krabbenbesatz und Dreipass über abgestuftem Sockel, Bekrönung fehlt, ca. 1890 - Grabmal 4: vermutlich das Grabmal des Gutsbesitzers Heinrich Sahrer von Sahr (gestorben 1754), spätbarocke Grabplatte, an der Nordseite der Kirche lehnend, in Sandstein, sehr verwittert, großes ovales Bildfeld, auf der linken Seite Halbplastik eines jungen Mannes, am oberen Teil Kartusche mit Wappen (Löwe?) und Ritterhelm, Ende 18. Jahrhundert - Grufthaus: Gruft der Familie Busse, um 1900 (vermutlich nach 1903), flacher gelber Klinkerbau mit roter Klinkergliederung im Sockel und Hauptgesims, Eingang mit Ädikularahmung in Sandstein (verwittert), eine Treppenanlage führt zum Eingang herab, der heute mit Ziegeln vermauert ist, Reste eines Spruchbandes (schwarzer Granit) sichtbar „...die Auferstehung und...“ | 08972849 |
| Direkt Bild zu diesem Denkmal hochladen | Wohnhaus und seitliche Toranlage (mit Pforte) | Lindenstraße 21 (Karte)             | Ende 19. Jahrhundert | Gründerzeitliches Klinkergebäude mit aufwendiger Fassadengliederung, straßenbildprägende Wirkung, baugeschichtlich von Bedeutung. - Wohnhaus: zwei Geschosse, sechsachsig, Satteldach (neu), polygonaler Bruchsteinsockel mit Formsteinen abgesetzt, Gebäude gelber Klinker mit roter Klinkergliederung, Segmentbogenfenster, aufwendige Fassadengliederung durch Kassettenfries, Formsteinfries, unterhalb der Fenster Formsteinreliefs, Fenstergewände in Birnenstabform, Traufgesims mit Mosaikfries und Konsolen, Sohlbänke aus Formsteinen, im Giebel Rundbogenzwillingsfenster - Torpfeiler: gelber Klinker, Bruchsteinsockel, Kapitell mit Formsteinmedaillon, Bekrönung durch Kugel, Fassade durch zwei Fensterveränderungen gestört, linke Seite neue Fensteröffnungen | 08972840 |
| Direkt Bild zu diesem Denkmal hochladen | Wohnhaus (mit rückwärtigem Anbau) | Lindenstraße 22 (Karte)             | Ende 19. Jahrhundert | Teilweise gut erhaltenes, zeittypisches Klinkergebäude mit aufwendiger Fassadengliederung und straßenbildprägendem Giebel, baugeschichtlich von Bedeutung. - Wohnhaus: zwei Geschosse, fünfachsig, Satteldach (neu), Sockel aus Bruchstein und rotem Klinker, Gebäude in gelbem Klinker mit Klinkergliederung, Segmentbogenfenster mit Verdachung (Akroterienbesatz), Ecklisenen, Mosaikfries, Sohlbänke mit Konsolen, Verdachung im Obergeschoss mit Schlussstein, Betonung der Mittelachse des Giebels durch Blindfenster - Anbau: ein Geschoss mit Drempel (Okuli), übernimmt Gliederung des Hauptbaus (neue Schleppgaube) | 08972841 |
|                                         | Transformatorenturm (mit Anbau) | Lindenstraße 22 (gegenüber) (Karte) | Um 1920/1925 | Qualitätvolles Zeugnis für die Elektrifizierung des Ortes, mit technikgeschichtlicher Bedeutung, dorfplatzprägend. - Transformatorenturm: roter Klinkersockel, Gliederung des Baukörpers mittels rotem Klinker und Putzfeldern mit vertikaler Betonung, Kaffgesims, Walmdach (einfache Biberschwanzdeckung), Lüftungsgitter später - Anbau: Satteldach, saniert | 08972842 |
| Direkt Bild zu diesem Denkmal hochladen | Wohnhaus | Lindenstraße 26 (Karte)             | Bezeichnet mit 1939 | Mit Laden, weitgehend original erhaltener zeittypischer Klinkerbau der 1930er Jahre, mit straßenbildprägender Wirkung, von baugeschichtlicher Bedeutung. Zwei Geschosse, zehnachsig (im Obergeschoss), dunkelroter Klinker mit Klinkergliederung, im Erdgeschoss Ladeneinbau und großes Tor mit Rautenfenster und Musterung original erhalten, Gestaltung der Fassade im Erdgeschoss durch horizontal hervortretende Bänder, Regenabgussrinne in Fassade eingelassen, Satteldach (Biberschwanzdeckung), Kastengaube mit Fachwerk und roter Klinkerausfachung (Gestaltung durch vertikal und horizontal angeordnete Klinker), Fenster neu, Giebel verputzt, Anbau wahrscheinlich rückseitig. | 08972844 |
|                                         | Portal und Eingangstür der Schule | Lindenstraße 29 (Karte)             | Um 1910 | Im Hof gelegen, qualitätvoll gestaltetes Portal von authentischer Erscheinung, baugeschichtlich von Bedeutung. Portal in hoher und tiefer Öffnung mit Korbbogenabschluss und segmentförmiger Verdachung, zweiflügelige hölzerne Tür mit Kassettenfeldern vom Oberlicht mit Radialsprossung durch geschweifte Knickkämpfer getrennt. | 08972846 |
| Weitere Bilder                          | Preußischer Meilenstein | Lindenstraße 33 (vor) (Karte)       | Nach 1818 | Preußischer Ganzmeilenobelisk, verkehrsgeschichtlich von Interesse. Sandstein (schariert), konischer Pfeiler mit Pyramidenabschluss auf querrechteckigem Sockel, gusseisernes Medaillon mit Preußischem Adler (neu), Schrift vermutlich später, Inschrift „Berlin 20 Meilen, Leipzig 2 3/4 Meilen, Bitterfeld 1 3/4 Meilen, Wittenberg 6 7/8 Meilen“. | 08972923 |
|                                         | Wohnhaus, daran angebautes Seitengebäude und Toranlage mit Pforte eines Bauernhofes | Lindenstraße 34 (Karte)             | 2. Hälfte 19. Jahrhundert und später | Lehmbauten, zum Teil Obergeschoss in Fachwerk, zum Teil massiv erneuert, im Ortskern befindliches, die ältere Dorfstruktur charakterisierendes Mittelbauernhaus, mit künstlerisch gestaltetem schmiedeeisernem Tor als Hofzufahrt, baugeschichtlich von Bedeutung. - Bauernhaus (auf hakenförmigem Grundriss): zweigeschossig, verputzt, Satteldach, Erdgeschoss Lehm, Obergeschoss Fachwerk mit Ziegelausfachung, abgestuftes Traufgesims original, Hofseite mit später vorgeblendeter Fassade in Ziegelmauerwerk, verputzt, im Erdgeschoss neben Eingang zwei große Segmentbogenfenster, Haustür original, Fenster allgemein ohne Verdachung und mit einfacher Sohlbank teilweise original, umlaufendes Gurtgesims, Eckbau mit Sichtgiebel, darin zwei Rundbogenfenster und im Zwickel Okulus, späterer Anbau nach 1960, Zustand baufällig, östlicher Anbau (Lehmweller, massiv, Krüppelwalmdach, Giebel in Ziegel, verputzt) zur Straße, originale Holzgewände - Tor: zwei Pfeiler in Ziegelmauerwerk, verputzt, mit Abdeckplatte, bekrönt von liegendem Löwen in Sandstein (einer fehlt), Torbogen mit geputztem Sandstein, original schmiedeeisernes neobarockes Hofgittertor und Hoftür mit floralen Motiven (Eichenlaub, Band mit Kreisen und stilisierten Flammenspitzen) Anbau zur Straße vor 2014 vermutlich überwiegend abgebrochen und durch Neubau ersetzt. Vor 2009 Toranlage erneuert: schmiedeeiserne Torflügel waren stark korrodiert, originale Torflügel beseitigt, Nachbau akzeptiert. | 08972922 |
| Weitere Bilder                          | Rittergut Zschortau Oberer Teil (Sachgesamtheit) | Lindenstraße 41, 41b, 41c (Karte)   | Ende 19. Jahrhundert (Wirtschaftsgebäude); bezeichnet mit 1902 (Gutsarbeiterhaus)                                                                | Sachgesamtheit Rittergut Zschortau mit folgenden Einzeldenkmalen: Herrenhaus mit Erweiterungsbau (Nr. 41b), Haupttoranlage (östlich von Nr. 41), Gutspark mit Gedenksäule (derzeit eingelagert) im Park und Nutzgarten des ehemaligen Rittergutes (siehe Einzeldenkmale 08972544, Lindenstraße 41b), Gutsarbeiterwohnhaus (siehe Einzeldenkmal 08972851, Lindenstraße 41c) sowie folgenden Sachgesamtheitsteilen: Wirtschaftsgebäude (Lindenstraße 41, östlicher Gebäudeteil), Gutsarbeiterhaus (sogenanntes gelbes Haus, ohne Hausnummer), Toranlage (westlich von Nr. 41) und Einfriedungsmauer an der Schmiedestraße; ortshistorisch bedeutende Rittergutsanlage mit qualitätvollem und weitestgehend original erhaltenem barockem Herrenhaus und Erweiterungsbau des 19. Jahrhunderts sowie gestaltetem Gutspark in Form eines Landschaftsgartens mit angrenzendem Nutzgarten, baugeschichtlich, ortsgeschichtlich, gartengeschichtlich und landschaftsgestaltend von Bedeutung. Das Gut Oberer Teil ist das südlichere von zwei bis um etwa 1800 eigenständigen Rittergütern in Zschortau. Nach mehrfachem Besitzerwechsel gelangte es von der Familie Sahrer von Sahr im Jahr 1764 an Dr. Johann Jacob Volkmann. 1819 wurde das Gut an Johann Christian Friedrich Weber verkauft und ging 1858 über Erbgang bzw. Heirat schließlich an den späteren Reichstagsabgeordneten und Präsidenten der Landwirtschaftskammer Sachsen Friedrich Ernst von Busse über. Park und Herrenhaus entstanden wahrscheinlich während der zweiten Hälfte des 18. Jahrhunderts. Um etwa 1850 bis 1860 folgte eine Erweiterung des Herrenhauses, der Park hat anscheinend in den Jahren um 1900 weitere Wandlungen erfahren. Nach 1945 diente das Gut als Landwirtschaftsschule bzw. später als agrarische Fortbildungsstätte. | 09306960 |
| Weitere Bilder                          | Herrenhaus mit Erweiterungsbau (Nr. 41b), Haupttoranlage (östlich von Nr. 41), Gutspark mit Gedenksäule (derzeit eingelagert) im Park und Nutzgarten des ehemaligen Rittergutes (Einzeldenkmale zu ID-Nr. 09306960) | Lindenstraße 41b (Karte)            | Nach 1764 (Herrenhaus); um 1840 (Erweiterungsbau Herrenhaus); 2. Hälfte 18. Jahrhundert (Gutspark)                                               | Einzeldenkmale der Sachgesamtheit Rittergut Zschortau; ortshistorisch bedeutende Anlage mit qualitätvollem und weitestgehend original erhaltenem barockem Herrenhaus und Erweiterungsbau des 19. Jahrhunderts, das Ensemble ist ebenfalls aus bauhistorischen und sozialgeschichtlichen Gründen erhaltenswert. - Herrenhaus: zweigeschossiger Putzbau, hohes Mansardwalmdach (teilweise Kronendeckung) mit Dachgauben, vermutlich originale Fenster, geputzte Faschen (darunter Holzgewände), hölzerne Fensterläden, abgestuftes Gesims, Bausubstanz vermutlich älter, Gebäude auf Veranlassung von Johann Jakob Volkmann errichtet, der das Rittergut 1764 erwarb, als amtssässiges Gut erstmals 1527 genannt. 1884 ging der Besitz in die Familie Mederacke über. - Nordflügel: querrechteckiger, zweigeschossiger, mehrgiebliger Putzbau mit Satteldach (einfache Biberschwanzdeckung), Gliederung mit umlaufendem profiliertem Gurtgesims, Drempel mit Okuli und geraden Verdachungen im Obergeschoss, im Giebel Rundbogenfenster auf abgestuftem Traufgesims, Nordseite mit Mittelrisalit und Dreieckgiebel, repräsentativer Eingang mit kräftiger Putzrahmung und risalitbreiter Verdachung (möglicherweise später verändert), seitlich davon kleine Okuli, flankierende Achsen mit Blindfenstern, Traufgesims mit Zahnschnittfries, originale Türen (teilweise mit schmiedeeisernem Gitter im Oberlicht), innen originale Treppenanlage - Südlicher Saalanbau (später): eingeschossig, große hochrechteckige Fenster, Klinkersohlbank, verputzt - Torpfeiler und Einfriedung: hohe verputzte Torpfeiler mit Kugelbekrönung auf quadratischem Fuß, verputzte Einfriedungspfeiler mit Abdeckplatte, zwei Felder mit schmiedeeisernem Gitterzaun, ein Mauerfeld verputzt - Gutspark | 08972544 |
| Direkt Bild zu diesem Denkmal hochladen | Gutsarbeiterhaus (Einzeldenkmal zu ID-Nr. 09306960) | Lindenstraße 41c (Karte)            | Um 1900 | Einzeldenkmal der Sachgesamtheit Rittergut Zschortau; vermutlich ehemaliges Gärtnerhaus, zeittypischer Klinkerbau aus der Zeit um 1900, weitestgehend original erhalten, baugeschichtlich, ortsgeschichtlich und sozialgeschichtlich von Bedeutung. Verwinkelter Grundriss, eingeschossig mit Drempel, roter Klinkerbau, Satteldach in Biberschwanzdeckung, originale Fenster (teilweise Fensterläden), Deutsches Band, hölzerner Schwebegiebel und Formsteine unterhalb der Sohlbänke gliedern das Gebäude, zur Gartenseite Auslucht, Vorhalle in Form von drei Arkadenbögen (zwei davon später zugemauert), Innentreppe erhalten. | 08972851 |
|                                         | Wohn- und Geschäftshaus (mit zwei Hausnummern) | Neue Straße 1, 1a (Karte)           | Um 1925 | Qualitätvolles Gebäude, in weitestgehend originaler Bausubstanz und exponierter Lage, ortsbildprägend, Reformstil-Architektur, baugeschichtlich von Bedeutung. Drei Geschosse, Ziegelbau, verputzt, hohes Walmdach (Biberschwanzdeckung, Schleppgauben), roter Klinkersockel, Erdgeschoss mit Ladeneinbau, Schaufenster in Korbbögen, hölzerne zweigeschossige (erstes Obergeschoss und zweites Obergeschoss) verglaste Erker mit originalen Fenstern erhalten, Kaffgesims zwischen erstem Obergeschoss und zweitem Obergeschoss, Eckbetonung durch vierachsige Fenster und plastische Hervorhebung der Brüstung (erstes Obergeschoss), originaler Edelputz, originale Fenster. | 08972839 |
| Direkt Bild zu diesem Denkmal hochladen | Wohnhaus und Einfriedung mit Toreinfahrt und Pforte | Neue Straße 8 (Karte)               | Bezeichnet mit 1928 | Erbaut als Arzthaus, gutes Beispiel für ein repräsentatives Wohn- und Geschäftshaus in zeittypischem traditionalistischem Stil, weitgehend original erhalten, straßenbildprägende Wirkung, baugeschichtlich und ortshistorisch von Bedeutung. - Wohnhaus: zwei Geschosse, roter Klinker (im Kreuz-Verband), Satteldach, (Biberschwanzdeckung), straßenseitig drei Dachgauben, rückseitig Fledermausgaube, geputzte Pilaster, Zahnschnitttraufe, originale Eingangstür mit originaler Lampe, Giebelbekrönung mit Kugel, am Ortgang Zahnschnittfries, Fensterverdachung am Giebel mit Bogen- und Dreiecksmotiven, originale Treppenanlage, Fenster neu, an Nordseite Tafeln „I.F.Hansen“ und „E.R., Architekten... Leipzig, 1928“ - Garage in der Architektur dem Haus angepasst, kein Denkmal - Einfriedung: roter Klinker, Pfosten mit Platte und Kugel bekrönt, Holztore. | 08972837 |
|                                         | Wohnhaus, Garage und Einfriedung | Neue Straße 16 (Karte)              | Um 1928 | Zeittypisches Wohnhaus in weitgehend originaler Bausubstanz, mit architekturgeschichtlicher Bedeutung. - Wohnhaus: zwei Geschosse, zweiachsig, Klinkersockel, verputzt, Pyramidendach (einfache Biberschwanzdeckung) mit Kastengaupe, Klinkersohlbänke, originale Fenster und Fensterläden, stehender Rundeckerker mit Klinkertraufgesims, Biberschwanzdeckung und roter Klinkerverblendung, Türgewände in Klinker, Tür original mit Rautenfenster - Einfriedung: Staketenzaun und Tor, roter Klinkersockel | 08972848 |
|                                         | Pfarrhaus, Einfriedung und Vorgarten | Pfarrgasse 1 (Karte)                | Mitte 18. Jahrhundert | Ältestes Haus im Ort in unmittelbarer Nähe der Kirche liegend, straßenbildprägend und ortshistorisch bedeutend. - Pfarrhaus: zwei Geschosse, Lehmerdgeschoss, teilweise Fachwerk-Obergeschoss, hohes Krüppelwalmdach, verputzt, Bruchsteinsockel, teilweise alte Fenster im Giebel und in der Rückseite, alter Dachstuhl (Krempziegeldeckung), alte Haustür (vermutlich originale Tür) an der Rückseite des Hauses - Einfriedung: Klinker rot, hohe Mauer, Seiteneingang - Vorgarten: Bruchsteinsockel in roter Klinkerabdeckung und genietetem Zaun (kein Denkmal, 1950er Jahre) | 08972850 |

## Tabellenlegende
- Bild: Bild des Kulturdenkmals, ggf. zusätzlich mit einem Link zu weiteren Fotos des Kulturdenkmals im Medienarchiv Wikimedia Commons. Wenn man auf das Kamerasymbol klickt, können Fotos zu Kulturdenkmalen aus dieser Liste hochgeladen werden:
- Bezeichnung: Denkmalgeschützte Objekte und ggf. Bauwerksname des Kulturdenkmals
- Lage: Straßenname und Hausnummer oder Flurstücknummer des Kulturdenkmals. Die Grundsortierung der Liste erfolgt nach dieser Adresse. Der Link (Karte) führt zu verschiedenen Kartendiensten mit der Position des Kulturdenkmals. Fehlt dieser Link, wurden die Koordinaten noch nicht eingetragen. Sind diese bekannt, können sie über ein Tool mit einer Kartenansicht einfach nachgetragen werden. In dieser Kartenansicht sind Kulturdenkmale ohne Koordinaten mit einem roten bzw. orangen Marker dargestellt und können durch Verschieben auf die richtige Position in der Karte mit Koordinaten versehen werden. Kulturdenkmale ohne Bild sind an einem blauen bzw. roten Marker erkennbar.
- Datierung: Baubeginn, Fertigstellung, Datum der Erstnennung oder grobe zeitliche Einordnung entsprechend des Eintrags in der sächsischen Denkmaldatenbank
- Beschreibung: Kurzcharakteristik des Kulturdenkmals entsprechend des Eintrags in der sächsischen Denkmaldatenbank, ggf. ergänzt durch die dort nur selten veröffentlichten Erfassungstexte oder zusätzliche Informationen
- ID: Vom Landesamt für Denkmalpflege Sachsen vergebene, das Kulturdenkmal eindeutig identifizierende Objekt-Nummer. Der Link führt zum PDF-Denkmaldokument des Landesamtes für Denkmalpflege Sachsen. Bei ehemaligen Kulturdenkmalen können die Objektnummern unbekannt sein und deshalb fehlen bzw. die Links von aus der Datenbank entfernten Objektnummern ins Leere führen. Ein ggf. vorhandenes Icon  führt zu den Angaben des Kulturdenkmals bei Wikidata.

## Ausführliche Denkmaltexte
1. ↑  Gutspark Güntheritz:
Das Rittergut Güntheritz befand sich seit dem 17. Jahrhundert fast durchgängig in bürgerlichem Besitz. Unter den Nachfahren (?) von Georg Ernst Moßbach soll ab 1748 das Herrenhaus errichtet worden sein (nach DIVIS um 1770?). Unmittelbar nach dem späteren Übergang (nach vorangegangenem, mehrfachem Besitzerwechsel) an Martin Rudolph Oberländer (1898) erfolgten ein Neubau (oder Umbau?) und wahrscheinlich auch die Gestaltung des Gutsparks. Mit der Einrichtung des Schulkomplexes um 1965 erfuhr das Rittergut insgesamt erneut bauliche Veränderungen.
  - Erschließung/Flächenbefestigung:
    - Der Gutspark erstreckt sich als kleine landschaftliche Anlage südlich des Gewässerlaufs der Lober bzw. südlich des Herrenhauses, welche ungefähr in Ost-West-Richtung von einem Fußweg durchzogen wird (in wassergebundener Bauweise mit Einfassung aus Beton-Rasenkantensteinen erneuert).
    - Unmittelbare Umgebung des Herrenhauses modern verändert, Bodenbeläge in Beton-Pflaster bzw. -Rasengitter, im Hof nördlich des Herrenhauses (heutiger Schulhof) ein Hochbeet mit Sitzmauern aus roten Ziegeln mit Bankauflagen (vielleicht Element der Freiraumgestaltung der 1960er/1970er Jahre?).

  - Bodenmodellierung/Gewässer:
    - eine früher in topographischen Karten dargestellte, teichartige Aufweitung der Lober besteht nicht mehr, Überquerung heute über eine Brücke in moderner Bauweise
    - im Südosten ein kleiner Hügel als auffallende Bodenmodellierung (darauf eine ältere Rosskastanie)

  - Vegetation:
    - lockerer Laubholzbestand, im östlichen Bereich einige Rotbuchen (Fagus sylvativca) als Altbaumbestand, außerdem einzelne Exemplare von Rosskastanie (Aesculus hippocastanum), Hainbuche (Carpinus betulus), Silber-Ahorn (Acer saccharinum) und Robinie (Robinia pseudoacacia)
    - an der Straße nach Podelwitz (Straße der Jugend) als südlicher Abschluss des Parks eine Platanen-Allee

  - Sichten: Sicht zur Südfront des Herrenhauses von verschiedenen Abschnitten des Parkweges
  - Deutung/Bewertung: Der Gutspark zeigt Grundzüge einer kleinen landschaftlichen Anlage im Stil des späten 19. Jahrhunderts bzw. der Zeit um die Jahrhundertwende. Als Bestandteil des Rittergutes Güntheritz ist die Anlage von ortsgeschichtlicher und gartenhistorischer Bedeutung.
2. ↑  Friedhof Zschortau:
  - Einfriedung:
    - Tor an der Eilenburger Straße mit drei Pfeilern aus rustikalen Granitblöcken mit pyramidalen Abdeckungen und schmiedeeisernem Tor sowie Pforte
    - abschnittsweise Hainbuchen-Hecken entlang der Grenzen (aber wohl jüngeren Ursprungs)

  - Erschließung/Flächenbefestigung:
    - Hauptachse vom Tor an der Eilenburger Straße zur Kapelle, in Rondell mündend
    - alle Wege in wassergebundener Bauweise

  - Vegetation:
    - einige Rosskastanien in regelmäßiger Anordnung das Tor an der Außenseite flankierend
    - Hauptachse als Linden-Allee
    - Gefallenendenkmal auf dem Rondell von einigen Stech-Fichten (Picea pungens) und Birken (Betula pendula) umgeben

  - Ausstattung:
    - Gefallenendenkmal des I. Weltkriegs/der Gemeinde Zschortau auf dem erhöhten Rasenplatz des Rondells in der Hauptachse
    - Gedenkstein für die Gefallenen der Gemeinde Werbellin an der Kapelle
3. ↑  Gutspark des Rittergutes Zschortau Oberer Teil:
  - Einfriedung:
    - Haupttor (nordöstliches Tor) an der Lindenstraße, schlichte Pfeiler mit Kugelaufsätzen, eiserne Torflügel, seitlich anschließend eiserne Zäune über Mauersockel und mit Mauerpfeilern (verputzt, erneuert)
    - nordwestliches Tor an der Lindenstraße, drei niedrigere Pfeiler ähnlich dem Haupttor, Gitter und anschließende Einfriedungen modern
    - Mauer um den Wirtschaftsgarten (Ostgrenze) aus rotem Ziegelmauerwerk über Bruchsteinsockel (erneuert), Einfahrtstor im Südosten mit Kugelaufsätzen und zweiflügeligem Gittertor (erneuert) sowie separate Zugangspforte an der Schmiedestraße in ähnlicher Bauart

  - Erschließung/Flächenbefestigung:
    - vom Haupttor großzügige Vorfahrt am Herrenhaus (Rondell), daran angeschlossen Durchgangsweg zur Pforte an der Schmiedestraße, Fahrwege in der Umgebung des Herrenhauses und Parkplatz modern befestigt (Betonpflaster, Naturstein-Kleinpflaster am Herrenhaus, Durchgangsweg wassergebunden)
    - Parkwege am Herrenhaus in wassergebundener Bauweise mit seitlichen Einfassungen aus Großpflastersteinen (modern), übrige Wege im Park im Gelände nachvollziehbar, aber nicht besonders ausgebaut (noch nicht instand gesetzt)

  - Bodenmodellierung/Gewässer:
    - langgestreckter Parkteich mit kleiner Insel
    - südwestlich des Teichs auffallender Hügel mit „Plateau-Platz“ an der Ostseite, leichte Bodenmodellierungen in der Umgebung des Hügels, Damm im südlichen Parkteil (Hügel und Damm sollen als Turmhügel, Wall und Graben eine ältere Befestigung dokumentieren/Schwedenschanze)

  - Vegetation:
    - Laubholzbestand, einige stattliche Stiel-Eichen (Quercus robur) bzw. deren inzwischen teils verwitterte Stubben als die wohl ältesten Bäume im Park
    - auf dem Rondell bzw. in anschließenden Partien bzw. in den Uferbereichen des Teiches einige dendrologische Besonderheiten wie Blut-Buche (Fagus sylvatica f. purpurea), Säulen-Eiche (Quercus robur 'Fastigiata') und Platane (Platanus hybrida), einzelne Eiben (Taxus baccata)

  - Ausstattung:
    - beim Gelben Haus am Durchgangsweg ein Sockel aus rotem Ziegelmauerwerk mit Ring aus Sandsteinen als Abschluss (jüngere Ausführung?), historischer Aufstellungsort der Sandstein-Gedenksäule zur Erinnerung an die Hochzeit von Johanne Charlotte geborene Volkmann mit Gottlieb Wilhelm von Vangerow (1791), die Säule ist jetzt eingelagert
    - Ansammlung von Findlingen/Bruchsteinen um eine leichte Bodenerhebung (mit auffallendem Gehölzaufwuchs) östlich des Hügels, nach Messtischblatt von 1907 wahrscheinlich Standort eines kleinen Gebäudes (Gartenhaus?)

  - Sichten:
    - verschiedene Sichten über das Rondell zum Herrenhaus, visuelle Einbeziehung des Gärtnerhauses und des Gelben Hauses
    - Ansichten des Herrenhauses und des Hügels von den Ufern des Teiches aus, ursprünglich Durchsicht vom Herrenhaus nach Westen (vor 1945 als Allee außerhalb des Parks fortgeführt)
    - Sicht zum Turm der Zschortauer Kirche

  - Deutung/Bewertung: Hinsichtlich der Verbindung mit Johann Jacob Volkmann (1732–1803) als Besitzer des Gutes und Initiator des Parks ist der Gutspark Zschortau von besonderer gartenhistorischer Bedeutung. Volkmann bereiste im ausgehenden 18. Jahrhundert verschiedene Länder Europas, seine Reisebeschreibungen erlangte eine große Popularität und wurden u. a. von Goethe, Lessing und Prinz Louis Ferdinand von Preußen gelesen. Er kannte zahlreiche Gartenschöpfungen des englischen Gartengestalters Capability Brown aus eigener Anschauung und beschäftigte sich mit der entsprechenden Fachliteratur (u. a. von Thomas Whately). Es ist davon auszugehen, dass diese Kenntnisse seine eigene Gartenanlage in Zschortau wesentlich beeinflussten, aber auch unter den zahlreichen Besuchern weitere Verbreitung fanden. So dürfte der Garten, aber auch der Ort als zeitgenössischer Treffpunkt, eine besondere Position in Bezug auf die Verbreitung von Kenntnissen über Gartengestaltungen im landschaftlichen (englischen) Stil während der „Periode des frühen Landschaftsgartens“ im mitteldeutschen Raum eingenommen haben. In seinem heutigen Zustand lässt der Gutspark Zschortau noch Charakterzüge erkennen, wie sie rückblickende (auf zeitgenössischen Quellen beruhende?) Beschreibungen in der Familienchronik von L. Volkmann (1895) für die Periode zu Lebzeiten des Parkgründers schildern. Daneben bestimmen auch Veränderungen des späten 19. und frühen 20. Jahrhunderts das heutige Erscheinungsbild der Anlage mit. Neben diesem gartenhistorischen Wert ist der Gutspark als Bestandteil des ehemaligen Rittergutes von ortsgeschichtlicher Bedeutung (in Bezug auf die Stellung einiger der Besitzer auch über den regionalen Rahmen hinaus).